# Pteris barkleyae
Pteris barkleyae är en kantbräkenväxtart som först beskrevs av William Jackson Hooker, och fick sitt nu gällande namn av Georg Heinrich Mettenius och Oskar Kuhn. Pteris barkleyae ingår i släktet Pteris och familjen Pteridaceae. Inga underarter finns listade.